# Frid Wänström

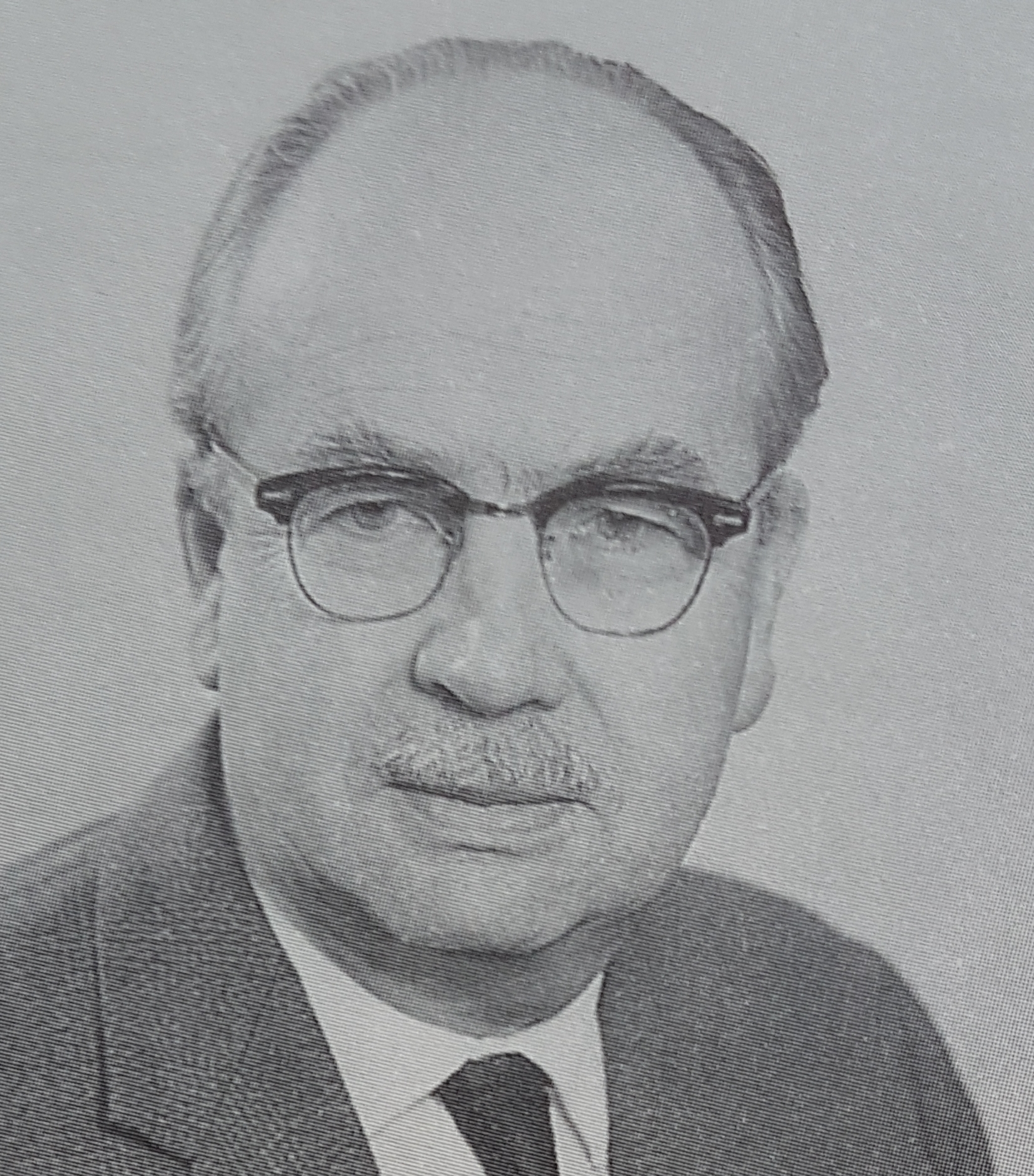
Frid Wänström

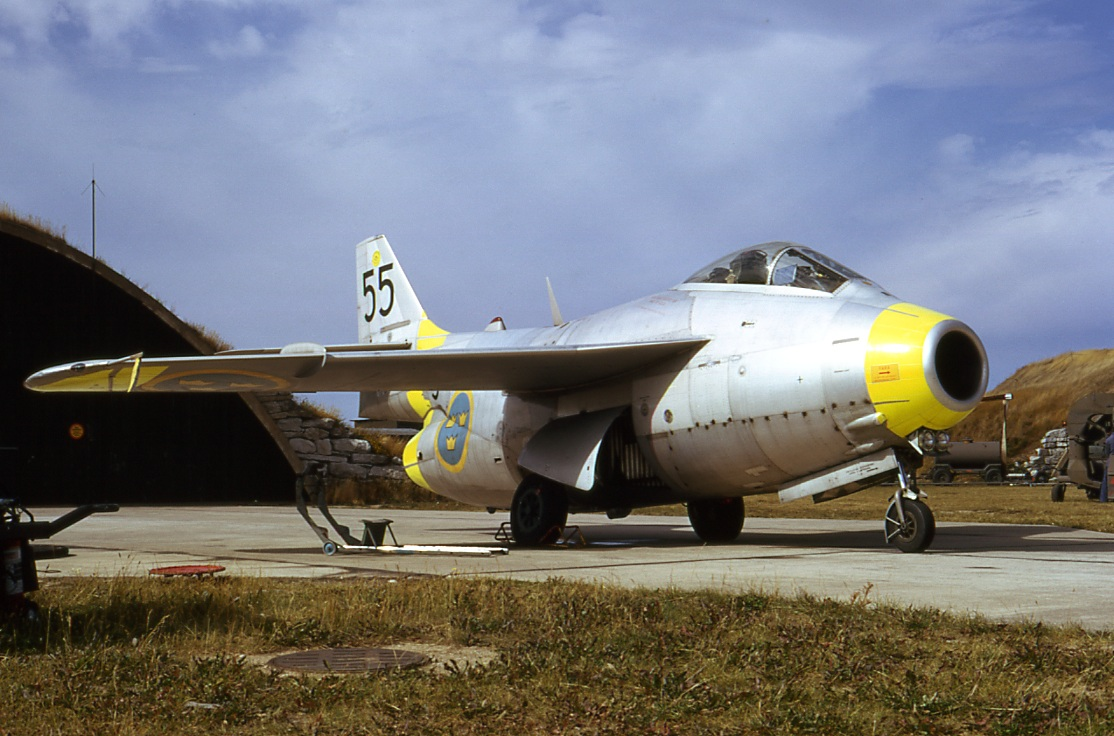
Saab 29 Tunnan

Frid Benjamin Filippus Wänström (* 8. Mai 1905 in Lidköping; † 11. September 1988 in Linköping) war ein schwedischer Luftfahrtingenieur, der nach dem Studium an der Königlichen Technischen Hochschule (KTH) in Stockholm im Jahr 1932 beim flygstyrelsen (heute ein Teil des Schwedischen Amtes für Rüstung und Wehrtechnik) arbeitete. Ab 1936 war er Leiter der Berechnungsabteilung der Saab AB in Linköping.
Frid Wänström war Leiter der Arbeiten an der Saab 29 Tunnan, dem ersten Kampfflugzeug in Schweden mit Pfeilflügeln. Informationen über Pfeilflügel kamen aus der Schweiz und enthielten Zeichnungen der Messerschmitt-Flugzeugprojekte P.1101, P.1110, P.1111 und P.1112. SAABs Projektmanager Frid Wänström holte diese geheimen Papiere 1945 aus der Schweiz nach Schweden. Die Dokumente stammten von einem Messerschmitt-Ingenieur, der am Ende des Zweiten Weltkriegs in die Schweiz gegangen war.
Frid Wänström war auch an den Saab-Projekten Saab 32 Lansen, Saab 35 Draken und Saab 37 Viggen beteiligt.
Frid Wänström wurde 1948 mit der Thulin-Medaille der Flygtekniska Föreningen (der schwedischen DGLR) in Silber und 1968 in Gold ausgezeichnet und trug zur Gründung der Saab-Veteranenvereinigung bei. Er ist auf dem Friedhof von Vårdnäs (Linköping) begraben.